# Gnophos formosana
Gnophos formosana là một loài bướm đêm trong họ Geometridae.